# Scipione Rebiba
Scipione Rebiba  (San Marco d'Alunzio, 3 de febrer de 1504 – Roma, 23 de juliol de 1577) va ser un cardenal italià de l'Església catòlica.
Segons l'estudios de les genealogies episcopals Charles Bransom és un des bisbes més antics del que es coneixen amb certesa les dates de les ordenacions episcopals que va fer; més del 95% dels més de 5.500 bisbes vius el posen al vèrtex de la seva pròpia genealogia, inclòs el Papa Francesc i tots els seus predecessors a partir de Benet XIII.

## Biografia
Va néixer a San Marco, un petit poble de Sicília encimbellat en un vessant de les muntanyes Nebrodi, el 3 de febrer de 1504, fill de Francesco i Antonia Lucía Filingeri. Va estudiar Dret a Palerm, on es va graduar in utroque iure, i en teologia; rebut els ordes menors i els majors en els anys 1524-1528, mentre era bisbe Giovanni Carandolet, i va rebre el benefici a l'església de Santa Maria dels Miracles de Palerm.
Més tard, al voltant dels anys 1536-1537, es va traslladar a Roma. Hi va entrar en contacte amb la jove congregació dels Clergues Regulars i va entrar al servei del cardenal Gian Pietro Carafa, bisbe de Chieti i protonotari apostòlic a la Cúria Romana. En representació de Carafa va assumir el govern de la diòcesi de Chieti i del Papa Pau III, el 16 de març de 1541, va ser nomenat bisbe titular d'Amicles i vicari general de l'església teatina.
El 27 de juliol 1551 que va ser encarregat pel cardenal Gian Pietro Carafa el govern de la diòcesi de Nàpols com el seu vicari i el 12 d'octubre de 1551 va ser nomenat bisbe de Mottola.
El 23 de maig de 1555 el cardenal Carafa va ser elegit papa amb el nom de Pau IV i el 5 de juliol de 1555 reclamà al bisbe Rebiba de Nàpols, nomenant-lo Governador de Roma; el Papa el va elevar a la dignitat de cardenal en el consistori del 20 de desembre de 1555. Va ser assignat inicialment l'església titular de Santa Pudenziana. El 13 d'abril de 1556 també va ser nomenat arquebisbe de Pisa i el legat pontifici davant l'emperador Carles V i el rei d'Espanya Felip II.
Pau IV va morir el 1559, va ser elegit papa, el cardenal Medici amb el nom de Pius IV: per al cardenal Rebiba va començar un període turbulent i trist que es va perllongar durant tot el pontificat de Pius IV. Va participar en els tristos esdeveniments de la família Carafa, va ser acusat injustament i empresonat al castell de Sant'Angelo per al voltant d'un any; trobat innocent va ser alliberat. Totalment provat i decebut, va abandonar els seus càrrecs i beneficis i es va retirar a la vida privada, fins que, mort Pius IV, va ser elegit papa el seu gran amic Michele Ghislieri amb el nom de Pius V el 7 de gener de 1566. El nou papa el va reintegrar als seus càrrecs i va rebre els títols cardenalicis de Sant'Anastasia, Sant'Angelo in Peschiera (1566), títol que va mantenir fins al 1570, quan es va obtar pel títol de Santa Maria in Trastevere; més tard (1573) passà a l'orde dels bisbes i d'allà a la seu suburbicari d'Albano i un any després al de Sabina. També va ser bisbe de Troia i Patriarca llatí de Constantinoble.
Gregori XIII el 8 d'abril de 1573 el va nomenar Inquisidor Major de l'Església.
Va morir a Roma el 23 juliol de 1577, a l'edat de 73 anys. Va ser enterrat a l'església de Sant Silvestro al Quirinale, on es veu clarament la tomba i l'epitafi composta pel seu net el bisbe Prospero Rebiba.

## Conclaves
El cardenal Scipione Rebiba participà a tres conclaves:
- 1559, que elegí el Pius IV
- 1565-1566, que elegí el Pius V
- 1572, que elegí el Gregori XIII